# Ordines Militares
Ordines Militares Colloquia Torunensia Historica. Yearbook for the Study of the Military Orders – rocznik ukazujący się od 2012 roku. Redaktorami naczelnymi są Roman Czaja i Jürgen Sarnowsky. Czasopismo jest kontynuacją serii wydawniczej "Ordines militares. Colloquia Torunensia Historica" ukazującej się w latach 1983-2011 (redaktorzy: Zenon Hubert Nowak i Jürgen Sarnowsky). Rocznik jest poświęcony historii zakonów rycerskich. Prace są publikowane w języku angielskim, niemieckim i francuskim. W piśmie publikowane są: artykuły, polemiki, przeglądy badań, przyczynki źródłowe oraz recenzje.

## Tomy wydane w ramach serii Ordines militares. Colloquia Torunensia Historica
- Die Rolle der Ritterorden in der Christianisierung und Kolonisierung des Ostseegebietes, herausgegeben von Zenon Hubert Nowak,  Toruń: UMK 1983.
- Werkstatt des Historikers der mittelalterlichen Ritterorden: quellenkundlichen Probleme und Forschungsmethoden, hrsg. von Zenon Hubert Nowak, Toruń: Uniwersytet Mikołaja Kopernika 1987.
- Das Kriegswesen der Ritterorden im Mittelalter, hrsg von Zenon Hubert Nowak, Toruń: Uniwersytet Mikołaja Kopernika 1991.
- Die Spiritualität der Ritterorden im Mittelalter, hrsg. von Zenon Hubert Nowak, Toruń: Uniwersytet Mikołaja Kopernika 1993.
- Ritterorden und Region - politische, soziale und wirtschaftliche Verbindungen im Mittelalter, Hrsg. von Zenon Hubert Nowak, Toruń: Uniwersytet Mikołaja Kopernika 1995.
- Ritterorden und Kirche im Mittelalter, Hrsg. von Zenon Hubert Nowak, Toruń: Uniwersytet Mikołaja Kopernika 1997.
- Der Deutsche Orden in der Zeit der Kalmarer Union 1397-1521, hrsg. von Zenon Hubert Nowak unter Mitarb. von Roman Czaja, Toruń: Wydawwnictwo Uniwersytetu Mikołaja Kopernika 1999.
- Vergangenheit und Gegenwart der Ritterorden: die Rezeption der Idee und die Wirklichkeit, hrsg. von Zenon Hubert Nowak, unter Mitarb. von Roman Czaja, Toruń: Wydawnictwo Uniwersytetu Mikołaja Kopernika 2001.
- Die Ritterorden in der europäischen Wirtschaft des Mittelalters, Hrsg. von Roman Czaja und Jürgen Sarnowsky, Toruń: Wydawnictwo Uniwersytetu Mikołaja Kopernika 2003.
- Selbstbild und Selbstverständnis der geistlichen Ritterorden, hrsg. von Roman Czaja und Jürgen Sarnowsky, Toruń: Wydawnictwo Uniwersytetu Mikołaja Kopernika 2005.
- Die Ritterorden als Träger der Herrschaft: Territorien, Grundbesitz und Kirche, hrsg. von Roman Czaja und Jürgen Sarnowsky, Toruń: Wydawnictwo Uniwersytetu Mikołaja Kopernika 2007.
- Die Rolle der Schriftlichkeit in den Geistlichen Ritterorden des Mittelalters: innere Organisation, Socialstruktur, Politik, hrsg. von Roman Czaja und Jürgen Sarnowsky, Toruń: Wydawnictwo Uniwersytetu Mikołaja Kopernika 2009.
- Die Ritterorden in Umbruchs- und Krisenzeiten = The military orders in times of change and crisis, ed. Roman Czaja, Toruń: Wydawnictwo Naukowe Uniwersytetu Mikołaja Kopernika - Towarzystwo Naukowe 2011.